# Paracalliactis involvens
Paracalliactis involvens är en havsanemonart som först beskrevs av McMurrich 1893.  Paracalliactis involvens ingår i släktet Paracalliactis och familjen Hormathiidae. Inga underarter finns listade i Catalogue of Life.